# 福田雄也
福田 雄也（ふくだ ゆうや、1990年〈平成2年〉2月10日 - 2022年〈令和4年〉7月21日）は、日本の俳優、タレント。神奈川県出身。ヒラタオフィスに所属していた。身長169cm。

## 来歴
2005年の第18回ジュノン・スーパーボーイ・コンテストのファイナリスト。同コンテストの最終審査では、Mr.Childrenの『and I love you』の弾き語りを披露。自分にとってのジュノンボーイ・コンテストとは、「人生初のターニングポイントです」と語っている。
2023年7月26日、映画『DIVE!!』で共演した山崎将平が、福田が2022年7月21日に死去していたことを報告した。1年後の公表について「雄也のことを応援してくれていた方々にも報告が必要だし、今まで知らなかった人たちにも少しだけでもこんな俳優がいたということを知ってもらいたいと思い、みんなと相談をして一年経ったタイミングで投稿することにしました」と説明した。32歳没。

## 人物
兄弟は4人兄弟であり、一番上である。

## 出演

### 映画
- DIVE!!（2008年） - 大広陸 役
- ごくせん THE MOVIE（2009年） - 森雄也 役
- LONG CARAVAN（2009年）
- 忍たま乱太郎（2011年） - 中在家長次 役

### テレビドラマ
- 山田太郎ものがたり（2007年） - 小泉龍之介 役
- 栞と紙魚子の怪奇事件簿（2008年、第7話ゲスト出演） - 橋本 役
- 東京少女 桜庭ななみ「小さな恋」（2008年6月） - 田辺純一 役
- 温泉へGo!（2008年）
- 東京少女 星野真里菜 第45話（2009年） - 中澤武志 役
- ごくせん 卒業スペシャル'09（2009年3月28日、日本テレビ）
- 都市伝説セピア アイスマン（2009年、WOWOW） - 幸一 役
- 猿ロック Episode.5（2009年、日本テレビ）
- インディゴの夜 エピソード5（2010年、フジテレビ） - ￠（千堂）役
- 理想の息子（2012年、日本テレビ） - 豊橋 役
- ショムニ2013（2013年、フジテレビ） - インターン 役

### オリジナルビデオ
- 心霊玉手匣3 彼女の視ている世界（2015年） - 岡崎律 役

### WEB
- NTT西日本コミュニケーション大賞「初恋」（2006年8月19日〜配信） - 田口弘樹 役
- Sg-TV ドロップ - 堅治 役

### 舞台
- ひみつきち（2007年）- 大谷 役

### バラエティ
- はなまるマーケット（2006年8月） - エプロン隊

### 雑誌
- JUNON（主婦と生活社）